# Наводнения в Китае (2010)
Наводнения в Китайской Народной Республике начались в начале мая 2010 года в результате проливных дождей, охвативших многие регионы страны после продолжительной весенней засухи.
К 31 августа 2010 года количество жертв наводнений и оползней в Китае достигло 3185 человек. К концу августа 2010 года количество пострадавших достигло более 230 миллионов человек в 28 провинциях Китая, муниципалитетах и регионах, особенно в южных и центральных провинциях: Чжэцзян, Фуцзянь, Цзянси, Хубэй, Хунань, Гуандун, Гуанси-Чжуанский автономный район, Чунцин, Ганьсу, Сычуань, Гуйчжоу, а также в северо-восточной провинции Гирин.

## Развитие событий
23 мая 2010 года в результате аномальных проливных дождей и схода оползня произошла железнодорожная катастрофа в Фучжоу (Цзянси), которая привела к гибели 19 человек и закрытию линии Шанхай — Куньмин на сутки.
К 7 июня 2010 года количество погибших в результате наводнений и оползней достигло 53 человек.
Наводнения привлекли внимание правительства и общественности, начался сбор средств для оказания помощи пострадавшим и ликвидации последствий наводнений.
В период с 13 по 29 июня официальное число жертв увеличилось до 266 человек, 199 были объявлены пропавшими без вести, в том числе 99 человек погибли 28 июня 2010 года в результате оползня в провинции Гуйчжоу. Множество рек оставались переполненными, в том числе река Чжуцзян в провинции Гуандун, пострадавшей от весенней засухи. По состоянию на 27 июня было эвакуировано 4,66 млн человек. Сумма ущерба составила около 83,8 млрд юаней.
Количество жертв продолжало расти, несмотря на то, что в некоторых регионах уровень воды начал снижаться.
По состоянию на 30 июня 2010 года была подтверждена гибель 392 человек, а 143 человека были объявлены пропавшими без вести.
В течение сезона восточно-азиатских муссонов к середине лета самые сильные наводнения переместились из юго-западного Китая в центральный Китай.
По состоянию на 25 июля 2010 года уровень рек Цзялинцзян, Ханьшуй, Хуайхэ оставался критическим.
К 5 августа 2010 года количество жертв увеличилось до 1072 человек и 619 пропавших без вести, более 10 миллионов человек было эвакуировано. В результате наводнений к этому времени были разрушены свыше 1,1 млн жилых домов и строений, были уничтожены более 9,72 млн гектар посевных площадей. Сумма ущерба составила свыше 275 млрд юаней (41 млрд долларов США). Многие основные реки Китая, в том числе Янцзы, Хуанхэ, Сунгари вышли из берегов или были переполнены до опасного уровня. Правительство КНР выделило 2,1 млрд юаней для помощи пострадавшим и борьбы с последствиями наводнений.
8 августа 2010 года произошёл сход селя в провинции Ганьсу, унёсший жизни 1471 человека, ещё 294 были объявлены пропавшими без вести.
Таким образом, к 31 августа 2010 года количество жертв наводнений и оползней в Китае достигло 3185 человек.
К концу августа 2010 года количество пострадавших достигло более 230 миллионов человек в 28 провинциях Китая, муниципалитетах и регионах, особенно в южных и центральных провинциях: Чжэцзян, Фуцзянь, Цзянси, Хубэй, Хунань, Гуандун, Гуанси-Чжуанский автономный район, Чунцин, Ганьсу, Сычуань, Гуйчжоу, а также в северо-восточной провинции Гирин; было эвакуировано более 15,2 млн человек. В результате наводнений пострадало 16,5 млн гектар посевных площадей, а 2,09 млн гектар были полностью уничтожены.
В конце июля и в августе южные провинции Китая попали в зону аномальной жары, в то время как в северо-восточных и северо-западных провинциях продолжались дожди.
В качестве причины возникновения наводнений назывались необычные климатические условия, в том числе Эль-Ниньо, высотные струйные течения, низкую солнечную активность, вырубку лесов, усугубляющую оползни и глобальное потепление.

## Последствия наводнений в отдельных регионах

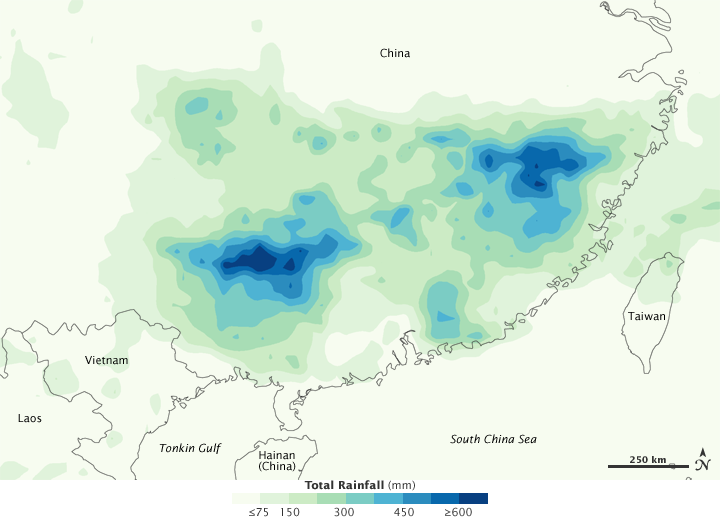
Общее количество осадков в южном Китае, с 15 по 21 июня 2010

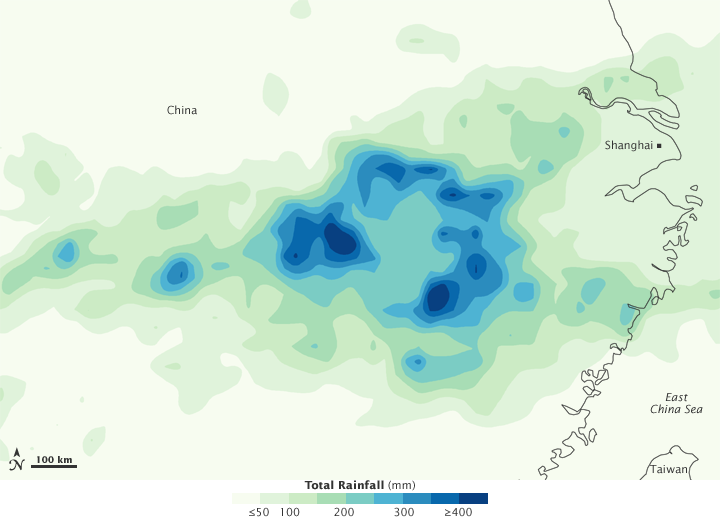
Общее количество осадков в южном Китае, с 6 по 12 июля 2010

### Провинция Гуйчжоу
Выпавшие после периода сильной засухи проливные дожди вызвали оползень в провинции Гуйчжоу. Он произошёл около 2:30 ночи 28 июня и заблокировал 99 человек в деревне Дажай, входящей в состав посёлка Ганъу в городском округе Аньшунь. В Ганъу 27 июня 2010 года выпало 257 мм осадков, рекордное количество для этого населённого пункта. Вызванный обильными осадками оползень продолжался на протяжении 2 минут. В результате оползня пришли в движение около 2 миллионов кубометров породы, а грязь и обломки засыпали не менее 37 домов и строений в деревне Дажай. Официальные органы сообщили, что у людей под завалами было мало шансов выжить, так как проливные дожди продолжали идти и мешали проведению спасательных работ. Вице-премьер Госсовета КНР Хуэй Лянъюй призвал использовать все ресурсы, чтобы спасти выживших. Первое тело погибшего было извлечено из-под завалов поздним вечером 29 июня 2010 года.
В поисковых работах были задействованы более 1100 спасателей. Под завалами оставались до 30 детей и подростков. Восемь человек, объявленных пропавшими без вести, были позже обнаружены живыми. К 29 июня 2010 года было обнаружено 42 тела погибших, а 57 человек считались пропавшими без вести и погибшими. После оползня не менее 1000 человек были эвакуированы из деревни. К 1 июля 2010 года на месте схода оползня было обнаружено ещё 10 тел погибших, а 89 человек числились пропавшими без вести и считались погибшими.

### Провинция Цзянси
В провинции Цзянси семнадцать дамб были разрушены, а 33 900 объектов охраны водных ресурсов были повреждены. Прямой экономический ущерб составил около 25,5 млрд юаней. В результате возникновения пробоя шириной 347 метров в дамбе Чаньгкай на реке Фухэ, вышедшей из берегов 21 и 23 июня 2010 года в районе посёлка Луожень в городском округе Фучжоу, были эвакуированы 1,32 млн человек. Дамба была отремонтирована 27 июня 2010 года. Пик наводнения на реке Ганьцзян прошёл через Наньчан 23 июня 2010 года. Жители Ганьчжоу были защищены от наводнений благодаря дренажной системе, построенной во времена империи Сун.

### Провинция Фуцзянь
В провинции Фуцзянь 400 пострадавших от наводнений были переселены в новые дома. В результате оползней в провинции к 21 июня 2010 года 76 человек погибли и 79 были объявлены пропавшими без вести. Деревня Баочжуань была полностью отрезана от коммуникаций на протяжении 6 дней, после этого спасатели эвакуировали жителей в безопасное место. На протяжении более десяти дней подряд дождь шёл в Наньпине, были разрушены фабрики. Число пострадавших составило 1,3 миллиона человек, ущерб составил 5,5 миллиарда юаней, 365 000 человек были переселены. В результате наводнений в провинции Фуцзянь 7 июля 2010 года был разрушен мост, в результате чего было нарушено сообщение между 20 уездами; в уезде Тайнин один из посёлков был полностью скрыт под водой.

### Гуанси-Чжуанский автономный район
34,96 миллионов человек пострадали от наводнений в Гуанси-Чжуанском автономном районе. 37 человек погибли, пострадали 164,58 тысяч гектар зерновых, 16 395 жилых домов были разрушены. Прямой экономический ущерб составил около 68.14 млрд юаней.
2 июня 2010 42 человека погибли в результате серии оползней в уезде Цэньси, уезде Жун, уезде Тэнсянь, уезде Дунлань и в городском округе Фанчэнган.

### Провинция Аньхой
Как минимум 4 миллиона человек пострадали от наводнений в провинции Аньхой. 5100 жилых домов были полностью разрушены, а более 17 700 домов были повреждены.

### Провинция Ганьсу
Поздней ночью 7 августа 2010 года произошёл сход селя в уезде Джугчу провинции Ганьсу Ганьнань-Тибетского автономного округа, который уничтожил село Юйюань, в котором проживало 300 семей. Погибло 1435 человек, 330 человек пропали без вести. Сель разрушил половину посёлка Циньань, окружив его водой. Селевой поток покрыл область длиной около 5 километров, шириной до 500 метров. Глубина селевого потока достигала 2 метров. Около 45 000 человек было эвакуировано из зоны бедствия, ещё 1243 человека были спасены военными и местными жителями. Тяжёлая техника не могла добраться к месту катастрофы из-за оползней и наводнений. Две трети уезда было отключено от электричества. Река Байлунцзян в результате оползня оказалась запружена и около 1:00 8 августа начала переполняться, образовав завальное озеро длиной 3 километра, шириной 100 метров и глубиной 9 метров, в котором накопилось 1,5 миллиона м3 воды. Озеро начало затапливать посёлок, вынудив эвакуироваться 19 000 человек, живущих ниже по течению.
8 августа 2010 года Премьер Госсовета Вэнь Цзябао посетил место происшествия. Специалисты по сносу и демонтажу начали работы на образовавшемся озере. Число погибших продолжало расти, а дожди не прекращались, что затрудняло оказание помощи.
13 августа 2010 года в городском округе Луннань выпало 150 мм осадков за ночь, здесь также случились оползни. По состоянию на 17 августа 2010 года было обнаружено 36 погибших, 295 человек получили ранения, а 23 человека были объявлены пропавшими без вести. Было эвакуировано 122 835 человек. В городском округе Тяньшуй погибло не менее 4 человек.
15 августа 2010 года в стране был объявлен день траура по погибшим в результате наводнений.

### Провинция Сычуань
В провинции Сычуань от наводнений пострадало 31,81 млн человек, в том числе жители городского округа Лучжоу и 95 населённых пунктов в его составе. В ходе наводнений в августе 2010 года было повреждено более 25 000 домов. Прямой экономический ущерб в Лучжоу составил около 132 млн юаней. Общая сумма ущерба составила около 6,89 млрд юаней.
27 июля 2010 года в результате оползня в деревне Вангонь в уезде Ханьюань, поглотившем 58 домов, погиб 21 человек, 4000 человек были эвакуированы.
В уезде Мяньчжу и городском округе Дэян проливные дожди начались 12 августа 2010 года, а уже 13 августа произошли оползни, в результате которых погибли 5 человек, а более 500 оказались в ловушке. Этот регион ранее пострадал от весенней засухи 2010 года, а также в результате землетрясения 2008 года. К 20 августа количество жертв увеличилось до 16 человек, а 66 были объявлены пропавшими без вести, в том числе 38 человек в уезде Вэньчуань. 10 000 человек были эвакуированы. Впоследствии в уездах Вэньчуань и Цинчуань в результате оползней погибло ещё 18 человек, 9 было ранено, а 4 человека пропали без вести. Эти оползни привели к образованию завального озера в посёлке Иньсинь, а паводковые воды до 4 метров глубиной затопили около 200 метров единственного шоссе между уездом Вэньчуань и Чэнду.
19 августа 2010 года в уезде Гуанхань произошла железнодорожная катастрофа: поезд, следовавший из Сианя в Куньмин по линии Баоцзи — Чэнду, был смыт с моста потоком воды. Два вагона поезда несколько минут свисали с моста, а затем упали в реку. Никто не погиб, так как все пассажиры были высажены из поезда перед мостом.

### Провинция Хунань
Жители 14 городов в провинции Хунань пострадали от наводнений, к 25 июня 2010 года около 25 300 домов было разрушено. Это было сильнейшее наводнение в провинции с 2003 года. В конце июня наводнение пришло в столицу региона, Чанша. Уровень воды превысил опасный уровень на 2,5 метра и стал самым высоким за десятилетие, и третьим по высоте с 1953 года.

### Провинция Хубэй
В провинции Хубэй река Ханьшуй вышла из берегов в пределах города Ухань. Это наводнение стало самым мощным за последние 20 лет, несмотря на то, что берега рек Ханьшуй и Янцзы были укреплены мешками с песком, а водные резервуары постоянно проверялись.

#### Электростанция Три ущелья
К 20 июля 2010 года объём стока на реке Янцзы в районе электростанции Три ущелья достиг максимальной величины со времени постройки плотины (1992 год). Через водосброс плотины было пропущено 40 000 м3 воды, в то время как 30 000 м3 речного стока удерживались за плотиной, после того как уровень воды в водохранилище поднялся на четыре метра за ночь. Утром 23 июля уровень воды в водохранилище достиг пика в 160 метров, в то время как «уровень опасности» в водохранилище был установлен на уровне 145 метров. Все транспортные перевозки в водохранилище были остановлены, так как общий расход превысил 45 000 м3/с. Пик наводнения в районе плотины пришёлся на 24 июля 2010 года. Повторный пик наводнения достиг дамбы 28 июля 2010 года, когда пиковый расход воды достиг рекордного значения в 56 000 м3/с.
К началу августа в водохранилище образовался толстый слой мусора из ветвей деревьев, пластиковых бутылок и бытовых отходов, покрывающий 50 000 квадратных метров и глубиной 60 сантиметров. Мусор угрожал засорить шлюзы плотины. Рабочие ежедневно вывозили 3000 тонн мусора, а компания, ответственная за плотину, осуществляла выплаты за вывоз мусора.

### Провинция Хэнань
В городском округе Лоян, в провинции Хэнань, толпа зевак собралась на мосту через реку И, чтобы посмотреть на наводнение. Мост обрушился, 51 человек погиб, 15 пропали без вести. В зоне наводнения оказался Лунмынь, комплекс пещерных храмов под охраной ЮНЕСКО.

### Провинция Гуандун
В уезде Хуэйлай городского округа Цзеян провинции Гуандун за 6 часов выпало 604 мм осадков. Это стало самым быстрым накоплением осадков за последние 50 лет. Три человека погибли, двое пропали без вести, 550 000 человек пострадали и 80 000 человек были переселены.

### Провинция Гирин
В результате наводнений 85 человек погибло в провинции Гирин, а 71 человек пропал без вести. Провинция Гирин стала одной из наиболее пострадавших в результате наводнений 2010 года. Наводнения начались в июне 2010 года, к началу августа в провинции было эвакуировано более 784 000 человек. От наводнений пострадало более 4 млн человек. 62 000 домов были разрушены, 193 000 — повреждены, прямой экономический ущерб составил около 19 млрд юаней.
28 июля 2010 года наводнение смыло в реку Сунгари несколько тысяч бочек с химикатами с двух химических заводов, расположенных в Гирине. В каждой бочке находилось около 170 килограмм токсичного триметилхлорсилана и гексаметилдисилоксана. К вечеру 1 августа 6387 бочек были извлечены из воды. Три солдата армии КНР погибли при выполнении этих работ. Официальные органы заявили, что по результатам проб вода в реке осталась пригодной для питья.
28 июля 2010 года произошёл прорыв дамбы Дахэ в посёлке Чаньшань городского уезда Хуадянь. Поток воды объёмом около 4 млн м3 воды уничтожил 5 деревень ниже по течению, 40 человек погибли или пропали без вести
В городе Байшань, недалеко от границы с Северной Кореей, образовался остров из мусора, площадью около 15 000 м2, который перекрыл поток воды вверх по течению от плотины Юньфэн. Было собрано 40 грузовиков мусора, а оставшийся мусор мог заполнить ещё 200. В Тунхуа после наводнения, повредившего крупные водопроводы, 300 000 жителей остались без водопроводной воды. Водопровод был отремонтирован к 4 августа.
В уезде Люхэ 15 702 жителя были эвакуированы к 5 августа 2010 года. Беспрецедентный уровень наводнений на реке Ялуцзян вынудил приостановить на ней судоходство. Наводнение коснулось и реки Туманная, граничащей с Северной Кореей, а в Яньбянь-Корейском автономном округе наводнение стало самым сильным за последнее столетие.
В уезде Линьцзян, также граничащем с Северной Кореей по реке Ялуцзян, три посёлка были уничтожены наводнениями и оползнями, а 38 000 человек были переселены. С 31 июля до 4 августа 2010 года 68 000 человек оставались без питьевой воды. Около 17:00 4 августа подача воды была восстановлена, но вода оставалась непригодной для питья до 7 августа. Для доставки воды из ближайших родников были мобилизованы пожарные цистерны.
В уезде Аньту наводнением было уничтожено 70 домов в одной из деревень, горная долина была затоплена паводковыми водами на глубину до 20 метров, вынудив 570 семей эвакуироваться. Ущерб от наводнения в уезде превысил 800 миллионов юаней, что примерно в 5,7 раз превысило доходы местных органов власти за 2009 год. В центральной части провинции Гирин за сутки 4 августа 2010 года выпало 204 мм осадков, а за несколько часов 5 августа выпало 121 мм осадков в уезде Лишу. Семь из 25 средних и крупных водохранилищ в городе Гирин были вынуждены сбрасывать воду, в том числе водохранилище Фенмынь, крупнейшее водохранилище на Сунгари. На многих водохранилищах была установлена круглосуточная система мониторинга.
Рабочие начали ремонт 51 повреждённого водохранилища и укреплять берега рек в провинции, после того как уровень воды в Сунгари в два раза превысил норму. В первой половине августа 2010 года в уезде Юнцзи с рабочим визитом побывал премьер Госсовета КНР, Вэнь Цзябао.
В других районах Северного и Северо-Восточного Китая также прошли ливневые дожди, в том числе в провинциях Ляонин, Хэйлунцзян, Внутренней Монголии, Хэбэй, Шаньдун.

### Провинция Ляонин
В начале августа 2010 года произошло наводнение на реке Ялуцзян в городском округе Даньдун провинции Ляонин. Местные органы власти приостановили навигацию по реке, а более 40 000 человек были эвакуированы из города, 21 августа Ялуцзян вышла из берегов. Около 250 000 человек в северо-восточном Китае были эвакуированы, в том числе 94 000 человек в Даньдуне, где 4 человека погибли, а один пропал без вести в Куаньдянь-Маньчжурском автономном уезде. В результате проливных дождей было прекращено железнодорожное сообщение, разрушены более 200 домов. Уровень воды на одной из станций в Даньдуне на 2,5 метра превысил опасный уровень. Такой уровень стал вторым по высоте с 1934 года. Более 1200 человек были отрезаны водой от суши. К 27 августа очередная серия наводнений привела к гибели ещё 8 человек, один человек пропал без вести.
Пострадал не только Даньдун на китайской стороне границы, но и северокорейский Синыйджу, через который проходит большая часть торговли Северной Кореи с Китаем. Пик наводнения пришёлся на 21 августа 2010 года, когда объём речного стока достиг величины 27 000 м3/с. Вода затопила 44 посёлка, а в 158 местах были подмыты берега рек. 23 августа 2010 года ожидалось выпадение до 250 мм осадков.
В результате наводнений были затоплены дороги и сельскохозяйственные угодья в городском округе Телин, пострадали 20 000 человек. В округе Хулудао 10 рабочих оказались заблокированными на острове, окруженном водой, после того как автомагистраль Годао 102 была разрушена наводнением.
К 28 августа развивающийся тропический циклон принёс ещё более сильные дожди в район реки Ялуцзян.

### Провинция Хэйлунцзян
Министерство водного хозяйства КНР предупредило, что наводнения и оползни ожидаются в бассейне Сунляо (окружающем нефтяное месторождение Дацин) у реки Сунгари в провинции Хэйлунцзян.

### Провинция Юньнань
В уезде Малун городского округа Цюйцзин провинции Юньнань проливные дожди шли на протяжении семи часов. Местное водохранилище переполнилось и вода начала затапливать населённые пункты. Уровень воды на дорогах достигал 1,5 метров. Один человек погиб, 165 было ранено. Всего от наводнений в уезде пострадало 55 000 человек, 6000 домов было разрушено.
В посёлке Пулади Гуншань-Дулун-Нуского автономного уезда в результате оползня на месте строительства электростанции погибло 11 человек. 18 августа 2010 года ещё один оползень из 600 000 м3 грязи и обломков отрезал город от коммуникаций. Дороги и линии электропередач были разрушены, погибло 29 человек, 63 человека пропало без вести, 25 человек получили ранения, из них 9 — серьёзные. Среди пропавших без вести были в том числе шахтёры местной железорудной шахты. Шансы на их выживание были невысоки, так как они находились под землёй более трёх дней. Ещё один оползень, шириной около 300 метров, засыпал 21 дом и 10 грузовиков. Этот оползень запрудил реку Салуин на границе с Мьянмой, в результате чего уровень воды в ней поднялся до 6 метров.

### Провинция Цинхай
В июле из-за проливных дождей в провинции Цинхай погибли 25 человек, ещё трое пропали без вести, пострадало 41 000 человек.
Водохранилище Вэньцюань, расположенное в 130 километрах вверх по течению от Голмуда, было переполнено. Оно содержало 230 млн м3 воды, в то время как оно было рассчитано только на 70 млн м3. Уровень воды в нём был на 1,18 метра выше опасной черты. Солдаты и спасатели построили дренажные каналы для отвода воды от водохранилища, которое затопило бы Голмуд на глубину более 4 метров, если бы прорвалась плотина. Каналы были рассчитаны на объём стока воды в 400 м3/с. Более 9000 человек были эвакуированы из города.

### Провинция Хайнань
C 30 сентября 2010 года в провинции Хайнань началось наводнение, самое сильное за последние 50 лет. К 7 октября от наводнений погиб один человек, трое пропало без вести, а всего пострадало 1,65 млн человек в 16 городах и уездах.

### Синьцзян-Уйгурский автономный район
6 июля 2010 года наводнения, вызванные проливными дождями, обрушились на уезд Акто, в результате чего 6 человек погибли и 2 пропали без вести.
К августу из-за проливных дождей и таяния снега в Синьцзян-Уйгурском автономном районе уровень воды в 13 основных реках региона поднялся выше опасного уровня. В округе Аксу были перекрыты дороги и разрушены мосты, а 1000 человек оказались заблокированы в горных районах. 1 августа с помощью вертолётов были спасены 118 человек, а также доставлена гуманитарная помощь оставшимся жителям.
Утром 17 августа горные потоки разрушили мост длиной 540 метров через реку Яркенд, в результате чего было нарушено движение по автомагистрали Годао 315.

### Муниципалитет Чунцин
По состоянию на 9 июля 2010 года в Чунцине 10 человек погибли и двое пропали без вести. Прямой экономический ущерб от наводнений в городе составил 1,09 миллиарда юаней; 92 авиарейса были задержаны из-за наводнений.

## Усилия по оказанию помощи
Китайское правительство оказывало помощь по ликвидации последствий наводнений, проведении спасательных работ и поставок гуманитарной помощи после наводнений и оползней во многих регионах. Пожертвования от китайских граждан также способствовали оказанию помощи пострадавшим. 31 августа Министерство финансов Китайской Народной Республики и Министерство гражданской администрации КНР выделили 2,01 млрд юаней (295 млн долларов США) на улучшение деятельности по оказанию помощи пострадавшим и устранение последствий наводнений.